# Pougues-les-Eaux
Pougues-les-Eaux település Franciaországban, Nièvre megyében. Lakosainak száma 2388 fő (2022. január 1.). Pougues-les-Eaux Chaulgnes, Garchizy, Germigny-sur-Loire, Parigny-les-Vaux és Varennes-Vauzelles községekkel határos.

## Népesség
A település népességének változása:
| Lakosok száma | 2410 | 2422 | 2462 | 2388 | 2375 | 2355 | 2361 | 2374 | 2388 |
|               | 2013 | 2015 | 2016 | 2017 | 2018 | 2019 | 2020 | 2021 | 2022 |